# Rockefeller (band)
Rockefeller is een act van het Nederlandse producers duo Beat Freakz bestaande uit Errol Lafleur en Mark Nieuwenhuijzen. De jongens van Beat Freakz zijn ook degenen achter acts als The Soca Boys en Beatfreakz (Somebody's watching me, 8Ball).

## Biografie
Rockefeller scoorde in 2005 een dance-hit met Do It 2nite, waarbij een zanglijn werd gebruikt van Take your time (Do it right) van The S.O.S. Band uit 1981.

## Discografie
| Single met eventuele hitnotering(en) in de Nederlandse Top 40 | Datum van verschijnen | Datum van binnenkomst | Hoogste positie | Aantal weken | Opmerkingen                              |
| ------------------------------------------------------------- | --------------------- | --------------------- | --------------- | ------------ | ---------------------------------------- |
| Do it 2nite                                                   | 3-5-2005              | 14-5-2005             | 16              | 8            | Dancesmash op Radio 538                  |
| Somebody's Watching Me                                        | 2006                  | 20-5-2006             | 12              | 8            | als Beatfreakz / Dancesmash op Radio 538 |
| Superfreak                                                    | 2006                  | 07-10-2006            | 34              | 2            | als Beatfreakz                           |